# Bremen (Schiff, 1972)
Die Bremen (frühere Namen: Möwe und Seelandperle) ist ein 1972 gebautes Fahrgastschiff, das seit 2010 auf der Weser als Tagesausflugsschiff im Linienverkehr und für Themenfahrten eingesetzt wird. Das Schiff wird von der Flotte Weser betrieben, ist für maximal 250 Personen zugelassen und wurde nach der gleichnamigen Stadt benannt.

## Geschichte
Das Schiff wurde unter der Baunummer 44 im Jahr 1972 an der Lux-Werft in Mondorf am Rhein gebaut.
Das Schiff wurde 1972 von der Personenschiffahrt Sorpesee auf der Sorpetalsperre im Hochsauerlandkreis unter dem Namen Möwe in Fahrt gebracht, wo es über drei Jahrzehnte als Ausflugsschiff diente. Mit Saisonbeginn 2005 wurde es verkauft und durch das Fahrgastschiff Sorpesee ersetzt.
Im April 2005 wurde die Möwe teils per Tieflader nach Sachsen-Anhalt zum Concordiasee gebracht. Er ist der größte künstliche See im Harzvorland in Sachsen-Anhalt. Das Schiff war dort als Seelandperle seit dem 25. Mai 2005 mit einer Zulassung zur Beförderung von maximal 250 Gästen im Einsatz.
Durch den Erdrutsch beim Concordiasee-Unglück im Juli 2009, bei dem drei Menschen ums Leben kamen, entstand eine Flutwelle, die die Seelandperle teilweise auf Land schob. Die in Folge des Unglücks angeordnete Sperrung des Sees machte den Einsatz des Schiffs an diesem Standort auf absehbare Zeit unmöglich und es wurde zum Verkauf ausgeschrieben.
Das Unternehmen Flotte Weser kaufte das Schiff. Am 21. September 2010 wurde die Seelandperle, die fünf Jahre zuvor per Schwerlasttransport an den See gekommen war, wieder verladen und über Land bis Aken zur Elbe transportiert. Von dort fuhr das Schiff auf eigenem Kiel bis zu seinem Standorthafen über Elbe und Mittellandkanal zur Weser nach Bremen. Nach einer Überbauung des ehemaligen Freidecks mit einem Stahlgerüst zur Stützung eines Daches und einer Umwandung aus Planen nahm es unter dem Namen Bremen den Verkehr auf der Weser auf.

## Das Schiff
Das Schiff ist 28,80 Meter lang und 5,70 Meter breit. Der Tiefgang beträgt im Mittel 82 Zentimeter. Es bietet Sitzplätze für knapp 250 Passagiere, davon können 80 Fahrgäste im unteren Salon und 120 im oberen Schiffsteil Platz nehmen. Das Schiff besitzt zum Ein- und Ausstieg der Fahrgäste eine Bugrampe. Der Antrieb erfolgt über einen Dieselmotor mit 120 kW Leistung.